# Noruega en los Juegos Europeos de Cracovia 2023
Noruega participó en los Juegos Europeos de Cracovia 2023 con un equipo de 155 deportistas. Responsable del equipo nacional fue el Comité Olímpico Noruego.

## Medallistas
El equipo de Noruega obtuvo las siguientes medallas:
| Nombre                                                               | Deporte        | Competición                                  |
| -------------------------------------------------------------------- | -------------- | -------------------------------------------- |
| Oro                                                                  |                |                                              |
| Håvard Bentdal Ingvaldsen                                            | Atletismo      | 400 m M                                      |
| Jenny Stene                                                          | Tiro           | Rifle 3 posiciones 50 m F                    |
| Equipo                                                               | Tiro           | Rifle 3 posiciones 50 m por equipo F         |
| Vetle Thorn                                                          | Triatlón       | Individual M                                 |
| Solveig Løvseth                                                      | Triatlón       | Individual F                                 |
| Vetle Thorn Lotte Miller Casper Stornes Solveig Løvseth              | Triatlón       | Relevo mixto                                 |
| Plata                                                                |                |                                              |
| Mariell Straume                                                      | Kickboxing     | Full contact –60 kg F                        |
| Anna Odine Strøm Robert Johansson Eirin Maria Kvandal Marius Lindvik | Salto en esquí | Trampolín normal por equipo mixto            |
| Richard Ordemann                                                     | Taekwondo      | –80 kg M                                     |
| Equipo                                                               | Tiro           | Rifle 10 m por equipo F                      |
| Bronce                                                               |                |                                              |
| Thomas Mardal                                                        | Atletismo      | Martillo M                                   |
| Milton Barrios Galarreta                                             | Kickboxing     | Puntos Light contact Full contact –63,5 kg M |
| Charlotte Berg Andersen                                              | Kickboxing     | Full contact –50 kg F                        |
| Simon Claussen Jenny Stene                                           | Tiro           | Rifle 3 posiciones 50 m mixto                |
| Ole-Harald Aas Ann Helen Aune                                        | Tiro           | Pistola rápida de fuego 25 m mixto           |